# 穿越火线 (2012年电影)
《穿越火线》是2012年由山尼克·費茲夫执导、斯维塔兰娜·伊万诺娃主演的俄罗斯电影。故事设定的背景为2008年8月俄罗斯－格鲁吉亚战争，讲述了一位俄罗斯母亲穿越战争前线救回被困儿子的故事。

## 备注
1. ↑  此剧亦被翻译为《8月8日》
2. ↑  又译“贾尼克·法伊济耶夫”
3. ↑  又译“史維特蘭娜·伊萬諾娃”